# Nueva Barcelona
No confundir con Nueva Barcelona del Cerro de Santo.

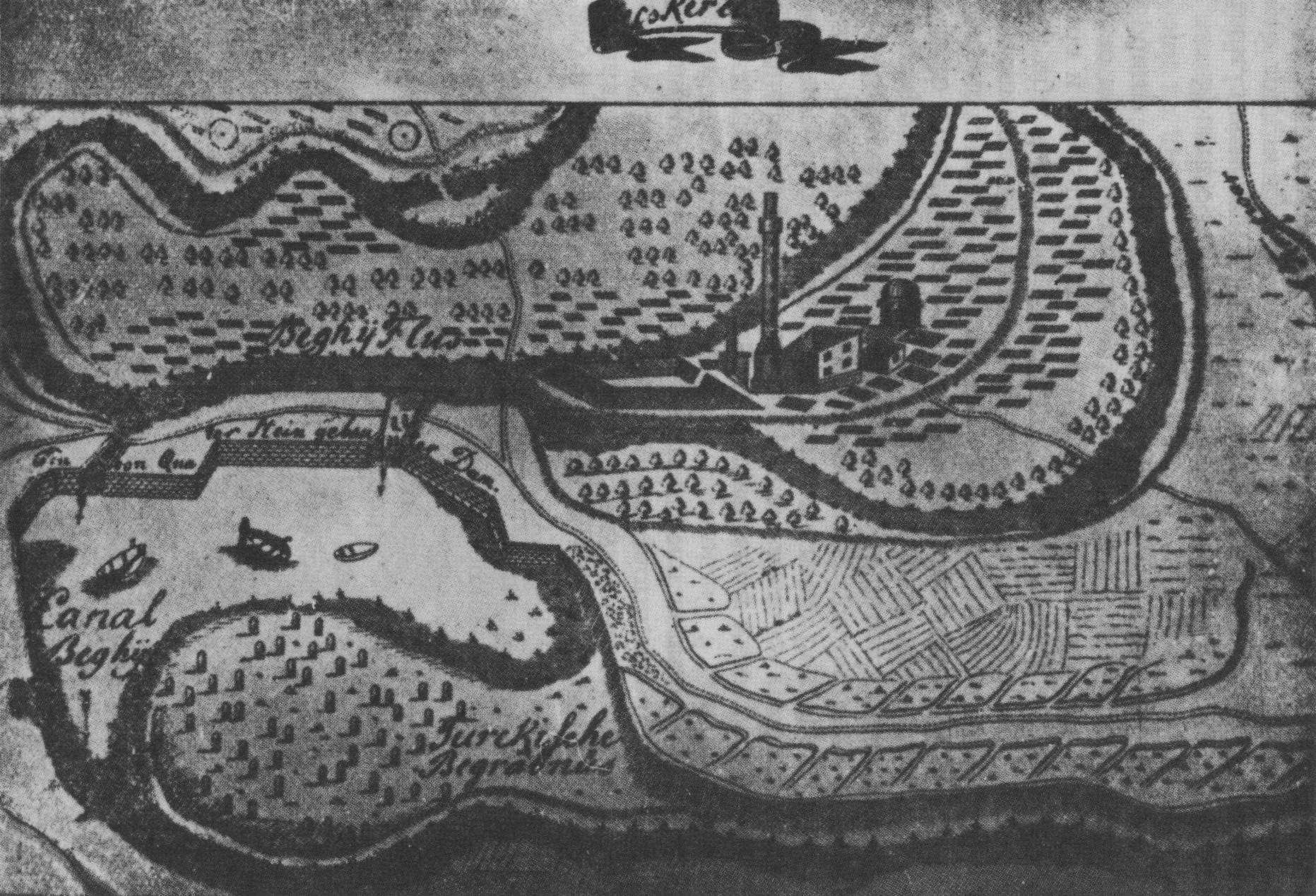
Bečkerek (actual Zrenjanin) en 1697

Nueva Barcelona fue el nombre que recibió un asentamiento formado por exiliados austracistas procedentes de Cataluña (entonces principado de la Corona de Aragón) desde 1735 a 1738 tras la capitulación de la ciudad de Barcelona en la Guerra de Sucesión Española. Dicho asentamiento estuvo localizado en Banato de Temesvár (actual Zrenjanin, Voivodina (Serbia), entonces territorio de la Corona de los Habsburgo).
El primer grupo de exiliados llegó en otoño de 1735 al que se unieron cerca de ochocientos. A los catalanes les precedieron exiliados de otras partes de la Corona: entre un 10% y 15% procedían de Napoles y Sicilia. Entre los allí presentes se encontraban personajes ilustres como los Hermanos Nebot, Francesc de Bac de Roda y Castellvi i Obando entre otros.
La avanzada edad de la mayoría (entre ellos militares veteranos y administradores) y el Clima continental de la zona junto a la epidemia que afectó a los ciudadanos de Voivodina en 1738 y el avance del Imperio Otomano provocó que la población catalana se fuera diezmando significativamente.